# 出江寛
出江 寛（いずえ かん、1931年8月29日 - 2024年6月18日）は、日本の建築家。日本建築家協会第10代会長。

## 生涯
京都府生まれ。京都市立伏見工業高等学校建築科を経て、1957年立命館大学理工学部土木工学科卒業。京都大学施設部技術課建築係勤務の後、1959年竹中工務店大阪本店設計部入社。1976年竹中工務店大阪本店を設計副部長にて退職、出江寛建築事務所設立。1994年からは大阪芸術大学講師を務める。
2024年6月18日、心不全のため死去。92歳没。

## 人物
黒川紀章に「名人」とまで言わしめる手法は、その鋭い感性と独特の美学が生み出す表現手法にある。気性の激しさとその奔放無頼の発言は多くのファンを惹き付ける一方で敵も多い。そのため、長らく大きな建築賞とは無縁で、「無冠の帝王」と呼ばれてきた。

## 受賞歴
- 1978年－大阪建築コンクール大阪知事賞（山水商事中百舌鳥給油所）
- 1980年－大阪建築コンクール大阪知事賞（谷崎邸ゲストハウス）
- 1981年－商空間デザイン賞優秀賞（心斎橋タワービル）
- 1984年
  - 商空間デザイン賞優秀賞（岡慶東京支店）
  - 商空間デザイン賞佳作（GRAVIビル）
  - 日本のインテリアデザイン賞優秀賞（逆瀬台の家）
- 1985年－商空間デザイン賞佳作（レストランサンパーク千里本店）
- 1986年
  - 商空間デザイン賞優秀賞（ホテルリバティ）
  - 商空間デザイン賞佳作（BOOK PORT）
- 1987年
  - 商空間デザイン賞優秀賞（松下興産広島MIDビル）
  - SDA賞佳作（松下興産広島MIDビル）
- 1988年－広島市優秀建築物賞（松下興産広島MIDビル）
- 1990年
  - 商空間デザイン賞優秀賞（東京竹葉亭）
  - NashopライティングコンテストNashop賞（東京竹葉亭）
- 1991年
  - 吉田五十八賞受賞（東京竹葉亭）
  - 日本建築士会連合会賞特別賞（東京竹葉亭）
- 1992年
  - 関西建築家大賞（東京竹葉亭、基督兄弟団西宮協会、逆瀬台の家）
  - 日本建築士会連合会賞特別賞（朧月夜の家）
  - 兵庫県さわやか街づくり賞（積水ハウス六甲アイランドシティ　イーストコート4番街）
- 1994年－和歌山県ふるさと建築景観賞（和歌山MIDビル）
- 1995年
  - 福岡市都市景観賞（シーサイドももち南2街区Ａ棟）
  - 中部建築賞入賞（トタンの茶室、茫々庵）
  - JCDデザイン賞優秀賞（レストランボーヌ・山本石油スタンド）
- 1996年
  - 国際建築アカデミーＩＡＡ特別賞（トタンの茶室、茫々庵）
  - 大阪建築コンクール大阪府知事賞（大阪市平野区民センター・大阪市埋蔵文化財収蔵倉庫）
  - 郷土賞建設大臣賞（近江八幡かわらミュージアム）
- 1997年
  - 大阪建築コンクール大阪府知事賞（PONTE FICO）
  - 甍賞金賞通産大臣賞（近江八幡かわらミュージアム）
  - hiroba作品賞（近江八幡かわらミュージアム）
- 1998年
  - 守口市まちなみ賞（MID守口ドミトリー）
  - 日本建築士会連合会優秀賞（PONTE FICO）
  - 大阪都市景観建築賞大阪府知事賞（PONTE FICO）
- 2000年－インター・イントラ スペースデザイン賞特別賞（ピピア庵）

## コンペ入選歴
- 1959年－埼玉県飯能市公会堂設計競技（佳作）
- 1966年－セントラル硝子設計競技（最優秀賞）
- 1967年－日本万国博覧会本部事務所設計競技（大阪万博）（佳作）
- 1969年－最高裁判所公開設計競技（佳作）
- 1971年－箱根国際観光センター設計競技
- 1977年－本州四国連絡橋公団瀬居基地計画設計競技
- 1985年－全労済会館公開設計競技
- 1986年－第二国立劇場公開設計競技（佳作）
- 1987年－愛知県新文化会館公開設計競技
- 1989年－シーサイドももち南2街区Ａ棟
- 1992年－関西国際空港二色ノ浜職員宿舎Ⅰ期工事（設計競技特別賞）
- 1995年
  - 近江八幡かわらミュージアム
  - 近江八幡市立図書館

## 代表作
| 名称                              | 年                 | 所在地             | 現況 | 備考                                                                                     |
| --------------------------------- | ------------------ | ------------------ | ---- | ---------------------------------------------------------------------------------------- |
| 丸亀の家                          | 1977年（昭和52年） | 香川県丸亀市       |      |                                                                                          |
| 逆瀬台の家                        | 1982年（昭和57年） | 兵庫県宝塚市       |      | 関西建築家大賞                                                                           |
| 基督兄弟団西宮教会                | 1982年（昭和57年） | 兵庫県西宮市       |      | 関西建築家大賞                                                                           |
| 広島MIDビル                       | 1987年（平成62年） | 広島市中区         |      | 広島市優秀建築物賞、商環境デザイン賞佳作、SDA賞、                                        |
| 東京竹葉亭                        | 1989年（平成元年） | 大阪市北区         |      | 吉田五十八賞、商環境デザイン賞大賞、関西建築家大賞、NashopライティングコンテストNashop賞 |
| 朧月夜の家                        | 1991年（昭和3年）  | 岡山県赤磐市       |      | 日本建築士会連合会賞特別賞                                                               |
| 和歌山MIDビル (現・中之島801ビル) | 1993年（平成5年）  | 和歌山県和歌山市   |      | 和歌山ふるさと建築景観賞                                                                 |
| トタンの茶室茫々庵                | 1994年（平成6年）  | 愛知県名古屋市西区 |      | IAA国際建築アカデミー特別賞、中部建築賞                                                  |
| かわらミュージアム                | 1995年（平成7年）  | 滋賀県近江八幡市   |      | 公共建築賞、甍賞金賞、手づくり郷土、HIROBA作品賞                                         |

## 主な講演・展覧会
- 1981年－対談：現代の数寄屋（出江寛×西沢文隆）
- 1984年－対談：建築を語る（出江寛×林昌二）
- 1985年
  - 講演：正しい建築と面白い建築
  - 展覧会：ＳＤレビュー展（芦屋浜の家）
- 1986年
  - 講演：第8回アイカ現代建築セミナー「時代の建築家」
  - 講演：西ドイツの建築事情「出江寛ドイツ講演」
- 1988年－展覧会：ギャラリー・間「出江寛の建築ー幽玄」
- 1998年－展覧会：世界建築博覧会　第三回プレイベント　トリエンナーレ奈良'98
- 2016年－展覧会：船場ビルヂング「出江寛展－つり糸」

## 作品を扱う著作
- 「住宅設計の詳細　数奇の伝説と現代　出江寛住宅作品集」建築資料研究社
- 「家家（いえいえ）」学芸出版社
- 「別冊新建築　日本現代建築家シリーズ　出江寛」学芸出版社
- 「日本の建築家5　出江寛　無頼の花」 丸善（株）出版事業部
- 「数奇屋の美学」鹿島出版会